# Histoire du transport ferroviaire en Suisse
L'histoire du transport ferroviaire ou du chemin de fer en Suisse, est tout d'abord marquée par une profusion d'initiatives, dans le cadre du pouvoir donné aux cantons d'accorder ou non les concessions, puis par des fusions et regroupements, et enfin par la nationalisation du réseau au tournant du XXe siècle.

## Les premiers chemins de fer suisses: contexte et difficultés
L'emploi de rails afin d'y faire rouler un véhicule n’est pas une technique née au XIXe siècle. Au Moyen Âge déjà on utilisait ce type de moyen de transport, dans les mines, avec des rails « tels ceux en bois trouvés à l'Ofenpass en 1993, les plus anciens de Suisse », datant de 1441.
Crainte de l'urbanisation, rareté du charbon et souhait d'oublier la centralisation voulue par l'occupant français de 1798 font que l'industrie suisse, pourtant la plus saine et la plus puissante du continent, a jusqu'ici été contournée par le chemin de fer qui s'allonge depuis 1840 pour former un réseau européen: la Suisse et ses 400 douanes et péages (en 1822) n'a toujours que 25 km ferrés en 1850.
La création du réseau suisse s’inscrit dans un contexte très perturbé où les divisions confessionnelles entre cantons sont encore très vives, les différences de niveau de vie très importantes, les identités très marquées par les lieux d’origine. La constitution de 1848 définit les rôles de l'État fédéral, mais ses compétences ferroviaires ne lui donnent encore qu’un faible impact sur la définition d’un réseau et sa capacité à le construire. 

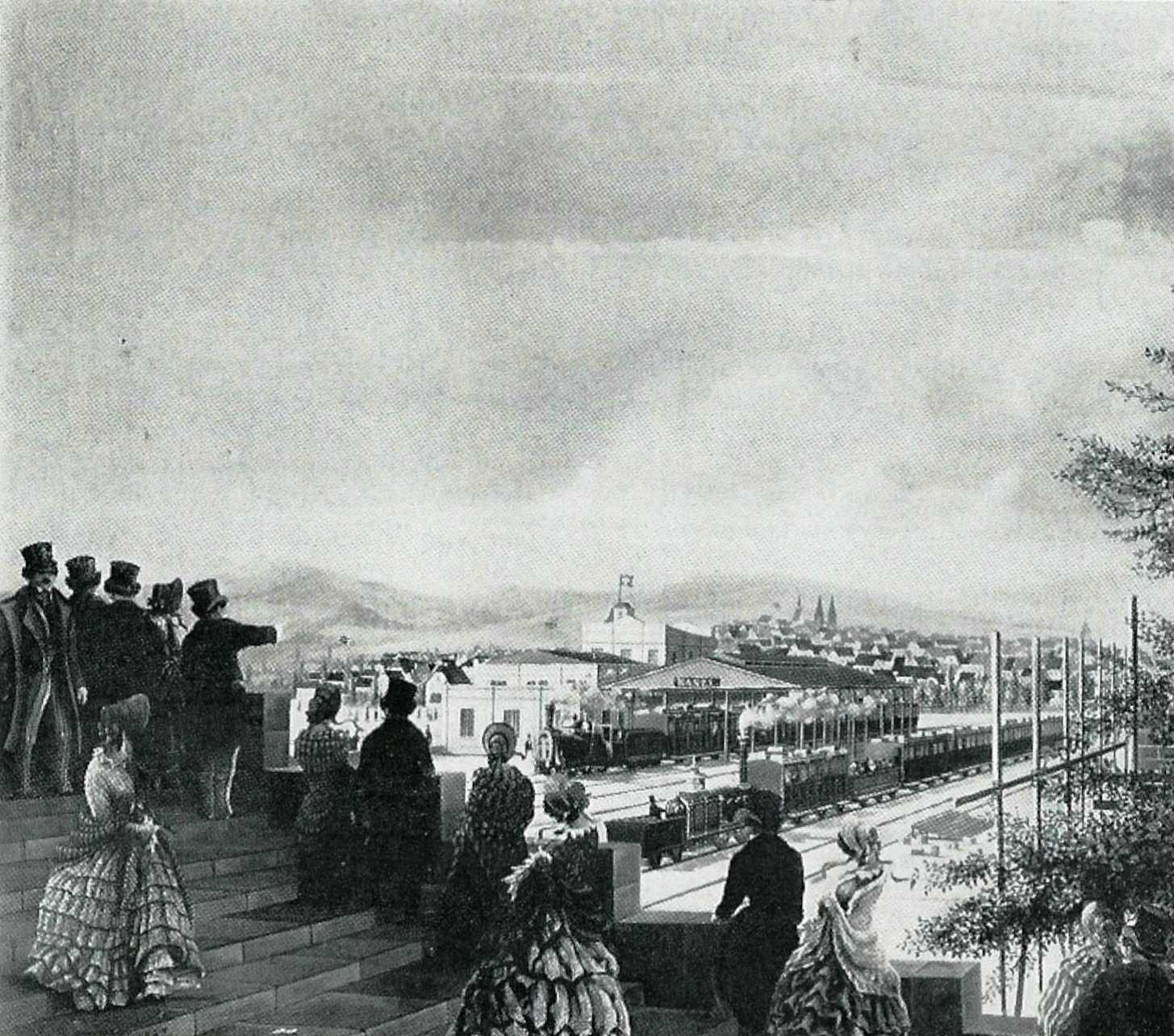
La gare de Bâle en 1845.

- En 1845, à Bâle, la Compagnie des chemins de fer alsaciens, qui avait débuté en septembre 1839 par l'inauguration de la ligne de Mulhouse à Thann, construit la première gare de Suisse, terminus d’une de ses lignes[4].
- En 1846, la compagnie Bâle-Zurich veut relier ces deux villes, mais échouera vite.
- Le 10 août 1847, la première liaison ferroviaire relie Zurich à Baden sur 25 km, baptisée le « Spanishbrötli », clin d'œil à une spécialité pâtissière de Baden dont les Zurichois sont particulièrement friands. Il y a alors déjà 6 000 km de rail en Allemagne et 10 000 km en Angleterre[5].
- Deux ans après le krach de 1847, les projets ferroviaires reviennent.
- Depuis 1850 à Genève, la démolition des fortifications ouvre de nouvelles perspectives, ce d'autant plus que la bourgeoisie d'affaire au pouvoir, emmenée par James Fazy, voit dans le chemin de fer un puissant facteur de dynamisme économique.
- Fin 1851, la défunte Société genevoise-lyonnaise est reconstituée. Si le représentant du tronçon cantonal est toujours le banquier Christian Kohler, la « Compagnie pour le chemin de fer de Lyon à Geneve » s'est adjointe les services du héros de la Guerre du Sonderbund, Guillaume-Henri Dufour.

### Le rôle important des cantons et des investisseurs étrangers
Les investisseurs étrangers ne sont pas seulement présents dans les compagnies françaises qui relient Genève et Neuchâtel par le train à la France. Ils interviennent aussi sur la plupart des grands dossiers internes à la Suisse, sous forme de spéculation active comme les Anglais, qui souscrivent des actions, ou sous forme d'investissements plus directs, comme les Français. Ces derniers sont les opérateurs d'un chemin de fer qui interfère dans le conflit entre Fribourg et les promoteurs de la transversale suisse, mais qui est aussi un rival de la principale compagnie du nord-est ou encore de la voie censée relier la Suisse à l'Italie à travers le Valais.

#### La loi de 1852 donne le pouvoir aux cantons
La loi fédérale de 1852 donna aux cantons, la responsabilité de la construction et de l'exploitation de chemins de fer, ainsi que la compétence d'octroyer des concessions. Elle n'édicta pas de prescriptions sur le tracé des lignes, la coordination, la réalisation technique ou la politique tarifaire. C’était aux cantons de décider où les lignes seraient construites, et comment elles seraient exploitées.
Le conseiller national Alfred Escher se décida en faveur de la privatisation entre fin 1850 et début 1851. En 1852, contre l'avis du Conseil fédéral qui souhaite que la construction du réseau national soit assurée par l’État à travers un financement mixte, l'Assemblée fédérale se prononce pour le maintien de la souveraineté cantonale en matière de concessions et de tracé. Cette décision sonne le glas de la planification du réseau pour 20 ans.
Le chantier Genève-Yverdon via Morges était la seule voie ferrée romande, prévue par les deux experts britanniques consultés par le Conseil fédéral, Robert Stephenson et Henry Swinburne, qui ont préconisé en 1850 un réseau national en croix, combinant bateau et train, centré sur Olten. La ligne Genève-Yverdon reprenait le rêve du canal d'Entreroches d'Elie Gouret (1586-1656), jamais terminé, malgré la présence de capitaux hollandais, français, bernois et genevois (ce dernier devait relier, à terme, la mer du Nord à la Méditerranée, en passant par les lacs de Neuchâtel et du Léman). Les administrateurs londoniens décident rapidement d'associer des banquiers genevois au projet.

#### L'Europe des chemins de fer
Au même moment, l'Europe des chemins de fer commence à être dessinée par de grands investisseurs privés. En Espagne, la province de Biscaye accorde un grand intérêt à la création d'un chemin de fer permettant de la relier à la capitale. Son industrie sidérurgique est alors en plein essor, et elle a besoin de transports fiables vers la capitale. En 1853, les Pereire et Morny constituent le groupe Morny-Flahaut-Pereire et s'associent à des banquiers britanniques de la Compagnie du Grand Central, pour recevoir la concession de 915 km entre Lyon et Bordeaux, passant par le Centre et tournées vers l'Espagne.
Les Pereire ont aussi des concessions dans les Balkans, plus proches des lignes de l'est de la Suisse. Ils tentent de contrôler un vaste réseau de chemin de fer de la Russie au nord de l'Espagne, par la Suisse et la France.  Dès le mois de novembre 1855, les frères Émile et Isaac Pereire obtiennent en Espagne la concession de la section Valladolid-Burgos. En juillet 1856, la Sociedad de Crédit mobilier espagnol (es), également une création des Pereire, obtient la concession des deux autres. Puis c'est au tour des  Rothschild de s'investir, cette fois plutôt dans l'ouest de la Suisse.
Le « duel » Rothschild-Pereire de 1855-1857 pour le contrôle des chemins de fer suisses fut un match nul : ni l'un ni l'autre des deux groupes financiers français ne put conserver ses positions. Fondés à Zurich en 1853, les Chemins de fer du Nord-Est, mieux connus sous le nom de Spanischbrötlibahn, ne vont pas parvenir à surmonter les querelles de tracé entre les cantons de Zurich, d'Argovie et des deux Bâles. 
Face aux visées françaises, Alfred Escher va s'inspirer du Crédit mobilier français, une banque qui finance des projets ferroviaires en France pour créer sa compagnie ferroviaire puis le Crédit Suisse. Il vise à démarrer la société avec trois millions d'actions et à la place a vendu 218 millions d'actions en trois jours.

#### Les spéculations à Londres
Le retard accumulé et l'éclatement du réseau ferroviaire en de multiples compagnies exercent un effet dissuasif chez les investisseurs. Les versements sur les actions tardent à s'effectuer, en particulier sur les actions souscrites à Londres, obligeant la compagnie des Chemins de fer de l'ouest suisse en 1854 à la liquidation de 4160 actions dont le cours  subit une baisse sur les places boursières. Les actionnaires anglais n'honorent pas le paiement des versements sur les actions souscrites car ils pratiquent surtout des opérations spéculatives avec ces titres. La Compagnie des chemins de fer St-Gall-Appenzell et la Compagnie du Sud-Est rencontrent des problèmes similaires, leurs titres étant souscrits aussi par des financiers anglais. 

#### La ligne du Sud Léman fondée par Lavalette en 1853
Le comte français Adrien de Lavalette crée en 1853 une première version de la Compagnie de la Ligne d'Italie, une société qui fait appel public à l'épargne pour 25 millions en actions, avec de grands noms au conseil d’administration «pour piper l’argent des naïfs», écrit-on en 1853 dans La Vie du rail. Il obtint en 1853 la concession du chemin de fer entre Le Bouveret et Sion, qui mène vers l'Italie et le col du Simplon, à travers lequel un tunnel doit être percé, à des conditions très favorables, exigeant des terrains pour une bouchée de pain aux abords du lac Léman. Lavalette obtint que les éventuels excès de dépenses du Valais soient compensés en actions de la compagnie de chemin de fer. Plusieurs historiens soupçonnent sa complicité avec le duc Charles de Morny. La compagnie s’acquitte difficilement des indemnités dues aux paysans expropriés. Les démarches en justice pleuvent.
Une deuxième Compagnie de la Ligne d'Italie est créée en avril 1858 par le même Adrien de Lavalette. Mais en 1861, plus de 7 millions d’actions n’ont pas été encaissées. Lavalette n’a pas payé ses propres actions . Il s’est aussi abstenu d’informer la société que le Valais renonçait à une grande partie des siennes, attendant de se les attribuer si elles prenaient de la valeur ou de les abandonner à la compagnie dans le cas contraire. Les travaux vers la ville de Sierre puis vers Brigue sont arrêtés et la compagnie mise en liquidation en juillet 1865. Toutes les gares de la ligne ne sont que du provisoire. Le Valais prononce alors le séquestre de la société et gère lui-même la suite des travaux. Mais assez vite, l’argent manque. Après une première vente aux enchères infructueuse, c’est Lavalette en personne qui rachète la compagnie pour un montant symbolique. Les travaux ne reprendront que lentement et seront terminés en septembre 1868 par la nouvelle Compagnie de la Ligne d'Italie par le col du Simplon, fondée aussi par Lavalette qui lança une nouvelle souscription publique. Malheureusement, les fonds rentraient très mal ou pas du tout, et Lavalette ne voulut jamais justifier sa situation financière.

#### Le chemin de fer de Lyon à Genève fusionne avec le PLM en 1857
La Compagnie du chemin de fer de Lyon à Genève est une société anonyme créée en 1853, pour construire et exploiter une ligne entre les villes de Lyon et de Genève. Prévoyant un embranchement depuis la gare d'Ambérieu vers Bourg-en-Bresse et Mâcon, les travaux débutent en 1854.
Faute d'une assise financière suffisante, la compagnie fusionne en juin 1857 avec la Compagnie du chemin de fer de Lyon à la Méditerranée, elle-même fusionnée avec la Compagnie du chemin de fer de Paris à Lyon, qui formera la Compagnie des chemins de fer de Paris à Lyon et à la Méditerranée en juillet 1857.

#### Isaac Pereire obtient une fusion près du lac de Constance dès 1857

Portrait d'Isaac Pereire (1806-1880)

En 1852, des compagnies de chemin de fer locales sont apparues aux abords du lac de Constance, dans le nord-est de la Suisse, pour des liaisons, au départ de Winterthour et de Wallisellen, vers le Lac de Constance, par Saint-Gall et vers Glaris par Uster. Sous l'influence du banquier parisien Isaac Pereire, à la tête du Crédit mobilier français, elles fusionnent le 1er mai 1857 pour former la Compagnie de l'Union-Suisse, pour assurer le regroupement du Chemin de fer de la Glatt (Wallisellen-Uster), du Chemin de fer du Sud-Est, qui avait planifié les lignes Rorschach-Rheineck-Coire, Sargans-Weesen-Glaris et Weesen-Rapperswil, et du Chemin de fer Saint-Gall-Appenzell. Isaac Pereire rêvait d'une transversale dans les Alpes orientales afin de relier les compagnies ferroviaires françaises du Midi, de l'Ouest et de l'Est aux lignes des Balkans, où il avait des participations importantes. 
Entre Wallisellen et Zurich, le centre névralgique de ce réseau, la Compagnie de l'Union-Suisse dut se contenter de coexploiter une ligne appartenant aux Chemins de fer du Nord-Est, son grand concurrent le plus proche. Comme la transversale alpine orientale ne se réalisa pas, la ligne du Rheintal (Rorschach-Coire) resta à vocation régionale.

#### En 1855: l'opposition de Fribourg au grand projet de l'Ouest-Suisse
Le grand projet ferroviaire de l'Ouest-Suisse, soutenu par le gouvernement vaudois et porté par les Chemins de fer de l'ouest suisse, est combattu dès son origine par deux cantons, qui profitent des pouvoirs que leur a donné la loi de 1852:
- Le canton de Genève, qui désire rester, avec Bâle, la seule porte d'entrée pour le trafic franco-suisse[9]. Les Genevois préfèrent une ligne transitant par la rive sud du lac Léman, entre Genève et Le Bouveret, puis vers la Savoie.

- La seconde opposition vient des autorités de Fribourg, soutenues par la municipalité de Lausanne, qui refuse d'octroyer la concession de la ligne par Yverdon, Payerne, Morat et Laupen, car il exige une ligne passant par son chef-lieu[9].

En novembre 1855, les autorités fribourgeoises décident d'entreprendre elles-mêmes une ligne par Fribourg. En février 1856, les Vaudois échouent à contester et doivent opérer la jonction avec la Suisse allemande le long de la rive gauche du lac de Neuchatel, par une voie entre Yverdon et Vaumarcus jusqu'à la frontière neuchâteloise. 
Entre-temps, le refus fribourgeois de coopérer oblige les Chemins de fer de l'ouest suisse à anticiper: pour assurer les prolongements de la ligne Morges-Yverdon en direction de Genève et de Berne, la société porte le capital de 8 à 30 millions de francs et le capital-obligations à 10 millions de francs, mais ces titres ne trouvent pas preneurs, car les Chemins de fer de l'ouest suisse doivent faire face à des difficultés avec leurs administrateurs et actionnaires anglais et les perspectives de rentabilité sont jugées insuffisantes, tandis que la tentative de fusion avec les Chemins de fer du central suisse, n'aboutit pas, aggravant la réputation des chemins de fer suisses auprès des investisseurs . 
En 1855, afin d'éviter la faillite et la perte de ses concessions, la compagnie des Chemins de fer de l'ouest suisse se tourne vers les banquiers privés de la région, l’État de Vaud et des capitalistes étrangers, pour ses 43750 actions non-souscrites, d'un total de 21,9 millions de francs suisses. Devant les hésitations du Conseil d’État vaudois, elle trouve un accord  en juillet 1855, avec le Crédit mobilier des frères Péreire, symbole de la nouvelle banque d'affaires, qui achète les 43750 actions .
Dans sa volonté d'établir une liaison Fribourg-Lausanne, le Conseil d’État fribourgeois a de son côté obtenu le soutien des Rothschild, adversaires du Crédit mobilier, qui fondent au début 1856 la Réunion financière, syndicat de banques comptant Bartholony, en possession du Lyon-Genève et de la concession Genève-Versoix, accordée en 1855 par le Conseil d’État genevois, de préférence à l'Ouest-Suisse. 
Les Rothschild détiennent aussi une partie de la Compagnie du chemin de fer du Franco-Suisse et sa concession Les Verrières-Neuchâtel. Le 23 décembre 1856, la Compagnie du Chemin de fer de Lausanne à Fribourg et à la frontière bernoise (LFB), au capital de 20 millions de francs, se substituent à la Compagnie du Chemin de fer de l’État de Fribourg, puis récupère la ligne entre Genève et Versoix en 1858

#### La souscription du Chemin de fer du Jura industriel, en novembre 1855
Les  chemins de fer doivent permettre aux villes industrielles de La Chaux-de-Fonds et Le Locle de ne plus rester des villes perdues dans la montagne mais de servir de quartier général aux nombreux
voyageurs de commerce liés à l'industrie horlogère. 
Le conseil d’administration de la Compagnie du chemin de fer du Jura Industriel (JI) appelle les communes et le peuple neuchâtelois à souscrire ses actions, le 5 novembre 1855, en vue de la Ligne Neuchâtel – La Chaux-de-Fonds – Le Locle-Col-des-Roches. Moins de 2 ans après, la première section de la ligne entre Le Locle et La Chaux-de-Fonds ouvre le 2 juillet 1857. Il a fallu franchir les  3 259 m du tunnel des Loges entre Les Hauts-Geneveys et les Convers.
Par ailleurs, le réseau "romand" s’arrête à la frontière entre les cantons de Berne et Neuchâtel avec une gare provisoire au bord du lac de Bienne depuis le 7 novembre 1859 au lieu-dit “Frienisberg”. En face, le réseau “alémanique” s'achève à Bienne avec une ligne provisoire jusqu’aux rives du lac, à Nidau. Les voyageurs et les marchandises devaient prendre le bateau entre les deux terminus, jusqu’au 3 décembre 1860. Ensuite, la compagnie du chemin de fer Est-Ouest (Ost-West-Bahn OWB) a mis en service le tronçon manquant, le long des rives du lac, entre la frontière cantonale et Bienne: la ligne du pied du Jura est alors enfin achevée.
Le Jura industriel et ses régions horlogères sont dès leur ouverture au chemin de fer en 1857, un objet de curiosité qui attire plus de 1 100 voyageurs par jour, pour un tracé de seulement quelques kilomètres, mais une fois la curiosité consommée, la chute est brutale : près d’un tiers de voyageurs de moins, attractivité n’est plus assurée. 
Le 28 mai 1857, un incendie piège 52 ouvriers dans le chantier du  tunnel de Hauenstein sur la ligne en construction Bâle-Olten, censé permettre au rail suisse de franchir un premier obstacle naturel majeur, celui des reliefs du Jura . Les secours mettront huit jours à accéder au site et les 11 sauveteurs seront également tués,.

#### La crise de 1859
La crise de 1859 dans le transport ferroviaire en Suisse est une crise boursière causée par les difficultés des compagnies et de leurs banques actionnaires, en particulier la Banque Générale Suisse. Moins profonde que celle de la seconde partie des années 1870, elle s'inscrit dans le sillage du Krach de 1847 en Angleterre et de la Panique de 1857 aux Etats-Unis.
Ouverte à Genève en 1853, un an après le Crédit mobilier des frères Péreire, la Banque Générale Suisse de Crédit international mobilier et foncier, au capital formidable de 25 millions de francs, dont 5 millions versés, est en crise dès 1859. Cette banque voulue par James Fazy s'était en effet lancée dans des opérations nationales (Chemins de fer de l'ouest suisse) ou des projets internationaux (canal de Panama), dont beaucoup sont en difficultés. Le Crédit Suisse, fondé après elle en 1856, résistera mieux à la crise de 1859.
De 1853 à 1863, les travaux sur les lignes ferroviaires coûteront au total 442 millions de francs aux compagnies privées suisses. En dix ans, la Suisse accumule 1 300 km de rail, mais sans cohérence, en raison des rivalités entre cantons et entre investisseurs étrangers.
Les principales actions suisses cotées à la Bourse de valeurs de Genève  en 1857 sont :
- la Compagnie du chemin de fer de Lyon à Genève créée en 1853 ;
- les Chemins de fer de l'ouest suisse ;
- les Chemins de fer du central suisse ;
- les Chemins de fer du Nord-Est.

Les actions des autres chemins de fer suisses sont liquidés à Paris et Lyon, note en 1856 Alphonse Courtois, dans son Manuel des fonds publics et des sociétés par actions.
Le conflit qui déchire les cantons romands entre 1855 et 1857 au sujet de la transversale Genève-Bâle, menée par les Chemins de fer de l'ouest suisse, vont créer une suspicion systématique entre les cantons en matière de politique ferroviaire et les empêche d'élaborer un projet commun en direction des cols valaisans et de l'Italie, pourtant nécessaire afin de maintenir ainsi une partie du transit entre la France et l'Italie sur territoire suisse, alors que la concurrence de la Compagnie du chemin de fer Victor-Emmanuel, créée en 1853 à Chambéry, opère en 1856 le rachat de la ligne de Suse à Gare de Turin-Porta-Nuova et la fusion avec la société de la ligne de Turin à Novare et au Tessin. En 1859, elle sert au déplacement des troupes françaises qui vont combattre avec les Piémontais pour l'unification de l'Italie. En 1867, les parties sur le territoire savoyard devenu français seront cédées à la Compagnie des chemins de fer de Paris à Lyon et à la Méditerranée (PLM).
En 1859, cinq grandes compagnies privées se partagent le réseau suisse sans la moindre coordination d’une région à l’autre, ni cohérence dans les horaires et les tarifs et sans liaison entre Suisse alémanique et Suisse romande[réf. nécessaire]. Certaines lignes finissent même perdues dans la nature. Seules les Chemins de fer du central suisse et les Chemins de fer du Nord-Est sont encore bénéficiaires : la majorité du réseau ferroviaire menace de faire faillite. Avec les Chemins de fer de l'ouest suisse, elles nouent une alliance tacite pour combattre tout nouvel arrivant et à plusieurs reprises le conseil d'administration des Chemins de fer de l'ouest suisse fait mention d'une possible fusion avec les Chemins de fer du central suisse.

## La nationalisation

### La loi fédérale de 1872, premier pas vers un réseau rationalisé
Les actionnaires vont échouer à piloter des rationalisations. Malgré quelques regroupements bancaires et concentrations d'entreprises ferroviaires qui éclaircissent lentement la situation, deux coalitions restent face à face à partir de 1870 : la banque genevoise, renforcée de présences parisiennes, et la banque suisse allemande de Bâle et de Zurich adossée à de grands établissements allemands.
Lors de la guerre franco-prussienne de 1870, les défauts des réseaux privés commencèrent à poser quelques problèmes. Ces réseaux privés dépendaient des cantons suisses et ne pouvaient assurer un approvisionnement ou bien un acheminement rapide de troupes à travers le pays. On chercha, à l’aide d’une nouvelle loi fédérale sur les chemins de fer (1872), à résoudre ces problèmes. On établit donc que la Confédération suisse aurait désormais le contrôle de la construction, de la comptabilité, de l’exploitation, du choix des tarifs et du droit d’accorder des concessions. C’est alors que s’ouvrit un débat politique pour une étatisation des chemins de fer suisses, pour qu’il relève du service public, tout comme les routes, les partisans de cette solution dénonçant une dépendance de la Suisse en raison de la grande participation financière des pays étrangers à un réseau ferroviaire visiblement incapable de s’autofinancer, alors que train semblait d’importance capitale pour le développement économique de la Suisse.
Cette loi pour un contrôle de la réglementation par la Confédération suisse ne put résoudre les problèmes des réseaux privés. Ces difficultés s’aggravèrent au contraire à cause de certaines constructions financièrement incertaines, du manque de coordination entre les compagnies et de la grande dépression économique mondiale apparue dès 1873, que la grande crise ferroviaire suisse de 1875-1879 accentue. Durant cette grande crise, plusieurs compagnies ferroviaires firent faillite, il y eut des grèves et un fort mécontent populaire. Le National-Suisse qui construisait une nouvelle ligne en 1875 se retrouva en surendettement et il fut racheté par deux compagnies qui acquirent toutes les lignes et le matériel pour un prix dérisoire. 
Sur le réseau du Jura industriel, le volume des marchandises transportées était passé d’un peu plus de 10 000 tonnes en 1860 à dix fois plus en 1875 (112 000 tonnes), puis retombe immédiatement. Pour l’ensemble du réseau suisse, la moyenne est faible à 25 000 tonnes/kilomètres transportées en 1875 alors que le volume atteint 420 000 tonnes en France et 265 000 en Allemagne. En 1880, la densité baisse encore en Suisse à 14 000 tonnes par kilomètre. 
Dans le dernier quart du XIXe siècle ce mouvement de concentration se poursuit, sous la pression conjointe des cantons et des financiers. Dès le 1er janvier 1872 est lancé par la fusion créant une société anonyme nommé "Suisse-Occidentale (SO)", regroupant la FS à l'OS et au LFB. Ainsi  est née, avec une longueur de réseau de 315 km, la plus grande compagnie de chemin de fer de Suisse de l'époque. Il conduit à la formation en 1890 de la Compagnie du Jura-Simplon, afin de favoriser le désenclavement du réseau de Suisse occidentale par le percement du tunnel du Simplon . 
Ce mouvement de concentration  est chaudement encouragé par le syndicat financier franco-genevois, constitué par Edouard Hentsch, président du Comptoir national d'escompte de Paris, et l'Association financière de Genève, fondée en 1872 grâce aux anciennes attaches genevoises avec la «haute banque » parisienne, et qui « fut en Suisse le pionnier de la pensée du trust», associant  la Banque de Paris et des Pays-Bas, mais dirigée par la dynastie genevoise des Hentsch.  En 1874, la nébuleuse bancaire parisien-genevois dispose, en monopole absolu, du réseau ferré de la Suisse romande. Elle contrôle la ligne visant le passage du Simplon, via la petite "Compagnie du Simplon", absorbée en 1881 par la nouvelle "Compagnie de la Suisse-Occidentale et du Simplon" qui en 1878 avait atteint Brigue, au pied du col du Simplon.

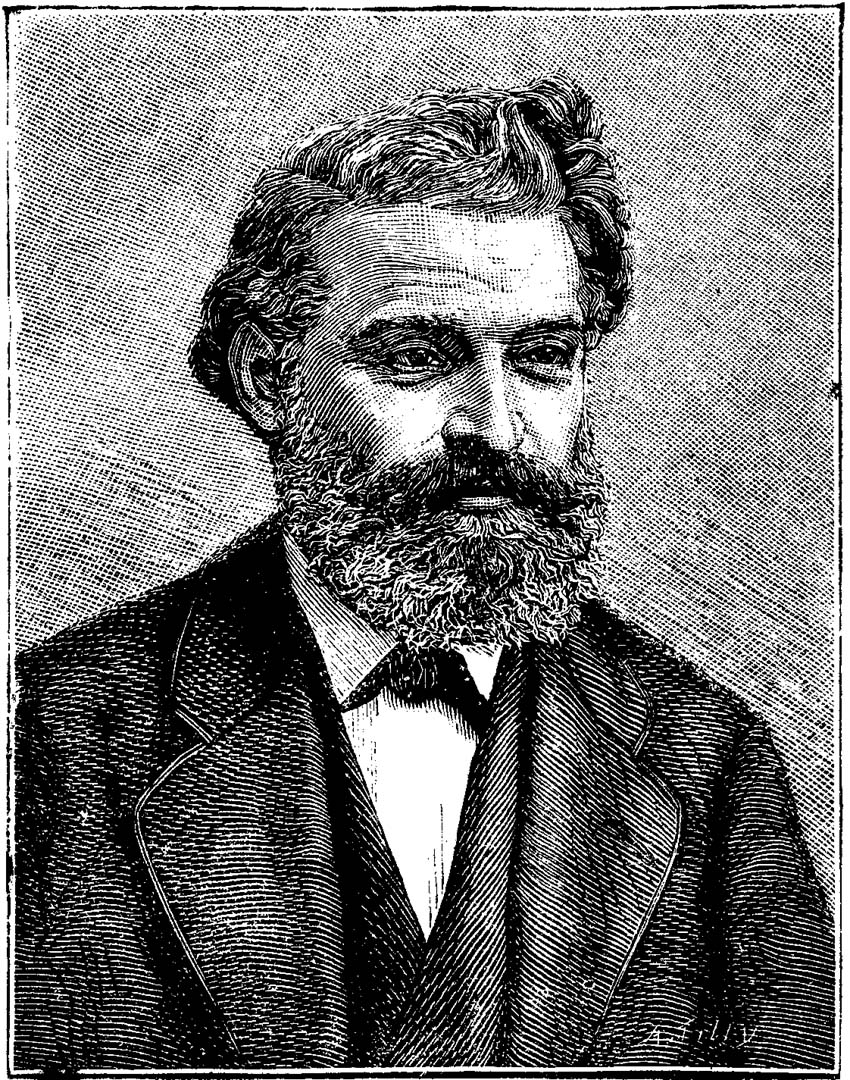
Un des pionniers du chemin de fer en Suisse, Louis Favre, qui entreprit les travaux de percement du tunnel du Saint-Gothard, et y trouva la mort.

Malgré les difficultés financières toujours présentes, on opta aussi pour une nouvelle ligne qui ferait la liaison avec l’Italie. La ligne du Gothard fut donc ouverte en 1882 avec la construction du tunnel ferroviaire du Saint-Gothard. Par la suite, plusieurs lignes furent construites, surtout secondaires. Les réseaux ferroviaires privés furent également aidés par le tourisme. En effet, dans plusieurs régions de la Suisse, de nouvelles lignes touristiques furent construites.

### Les propositions de nationalisation de 1891 et 1897
Le gouvernement proposa alors d’étatiser les chemins de fer. Il commença par présenter en 1891 un premier projet qui consistait à acheter une des cinq compagnies les plus importantes, les Chemins de fer du central suisse. Mais lors de la votation populaire, ce fut refusé. 
Une loi de rachat des chemins de fer fut acceptée six années plus tard, en 1897, après avoir été soumise au référendum. La campagne des promoteurs jouait sur les sentiments nationaux, comme avec ce slogan : « Les Chemins de fer suisses au Peuple suisse ».
Le référendum fut approuvé par une majorité de deux tiers des votants une année plus tard en 1898. Entre 1900 et 1909, la Confédération prit possession des cinq principales compagnies du réseau suisse. Tout cela commença le 1er janvier 1902 avec la reprise de huit compagnies dont trois parmi les plus importantes de Suisse. L’année suivante la quatrième grande compagnie s’ajouta à la liste, ainsi que la cinquième le 1er mai 1909.
La Confédération possédait désormais 2 648 kilomètres de voies et son réseau s’agrandit encore avec l’achat de quatre plus petites compagnies de 1913 à 1948. C’est une nouvelle compagnie entrée en activité en 1901 qui paya plus d'un milliard de francs pour les infrastructures dont elle prenait possession : les Chemins de fer fédéraux (CFF). Cette somme fut beaucoup discutée par le fait que les propriétaires des lignes s’étaient bien gardés d’investir dans quoi que ce soit depuis le début du débat sur l’étatisation. Les CFF, à leurs débuts, ont été pénalisés par ce lourd endettement et leur développement s’est fait très lentement dans un premier temps en raison de cette situation financière instable. Puis en 1944, une loi fédérale libéra les CFF de cette pénalisation.

## Les difficultés à assurer la modernisation
En raison du coût de l’acquisition de presque la totalité des lignes suisses, les CFF n’étaient pas dans une situation financière stable, et ne purent donc assurer une modernisation importante du réseau ferroviaire suisse. Les installations et le matériel roulant étaient en mauvais état et ne pouvaient donc pas faire face à l’augmentation du trafic. Les améliorations qui furent apportées se limitèrent au doublement des voies et à l'amélioration de la sécurité. 

## L'électrification après la Seconde Guerre mondiale
La pénurie de charbon causée par la Seconde Guerre mondiale favorisa aussi l'électrification du réseau. La Suisse occupait le premier rang mondial au début de la guerre en matière d'électrification, avec un réseau électrifié à environ 80 pour cent. Le percement de tunnels permit alors de raccourcir certains tronçons et ainsi de conforter l'offre ferroviaire.

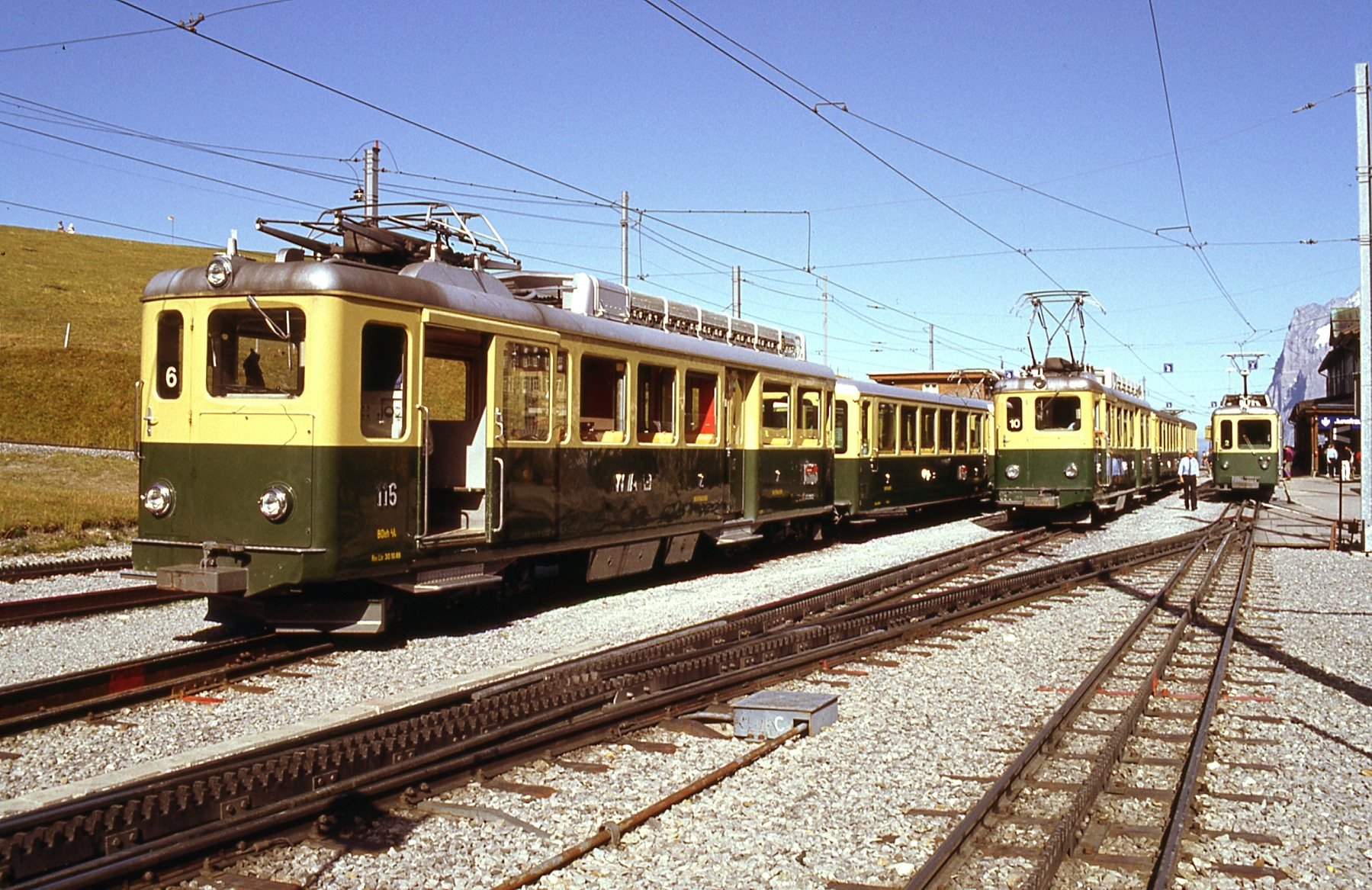
La ligne du Wengeneralpbahn, équipée d'une crémaillère, et électrifiée dès 1902

Le tunnel du Gothard qui avait été financé en partie par des moyens privés et également par l’Italie (45 millions) et l’Allemagne (20 millions), posa quelques problèmes lors de son étatisation. Les deux pays qui avaient cotisé ne voulurent faire des concessions que sous certaines conditions, et la formulation d’une nouvelle convention telle que celle du Gothard fut rude. On proposa encore d’électrifier le réseau du Gothard mais là encore pour certaines raisons qui étaient notamment politique vis-à-vis de l’Allemagne[Lesquelles ?], on refusa[Qui ?]. Le tunnel du Gothard fut tout de même une grande avancée pour la Suisse et l'Europe car il assurait une liaison ferroviaire entre le nord et le sud des Alpes, permettant ainsi un net accroissement des échanges commerciaux.
Après l’étatisation, il restait bien évidemment toujours des compagnies de chemins de fer privées. Celles-ci étaient plutôt situées dans des régions touristiques, en particulier en montagne. La crise économique de 1930 frappa lourdement les chemins de fer privés et la Confédération proposa une loi en 1939 pour l’aide aux chemins de fer privés en les obligeant à entreprendre des travaux de modernisation et d'électrification. On réorganisa les chemins de fer privés en des réseaux régionaux. Il en résulta par la suite de nombreuses fusions surtout dans les régions de montagne.

## Les tramways
En Suisse au XIXe siècle, le tramway est surnommé « le chemin de fer américain ».
Genève est la quatrième ville en Europe à connaître le tramway. En 1862, la première ligne est inaugurée, reliant le rondeau de Carouge à la place Neuve.. En 1876, la Compagnie des tramways du Nord est créée puis l’année suivante on construit la ligne qui relie la place Neuve à la cour de Rive.[réf. nécessaire]

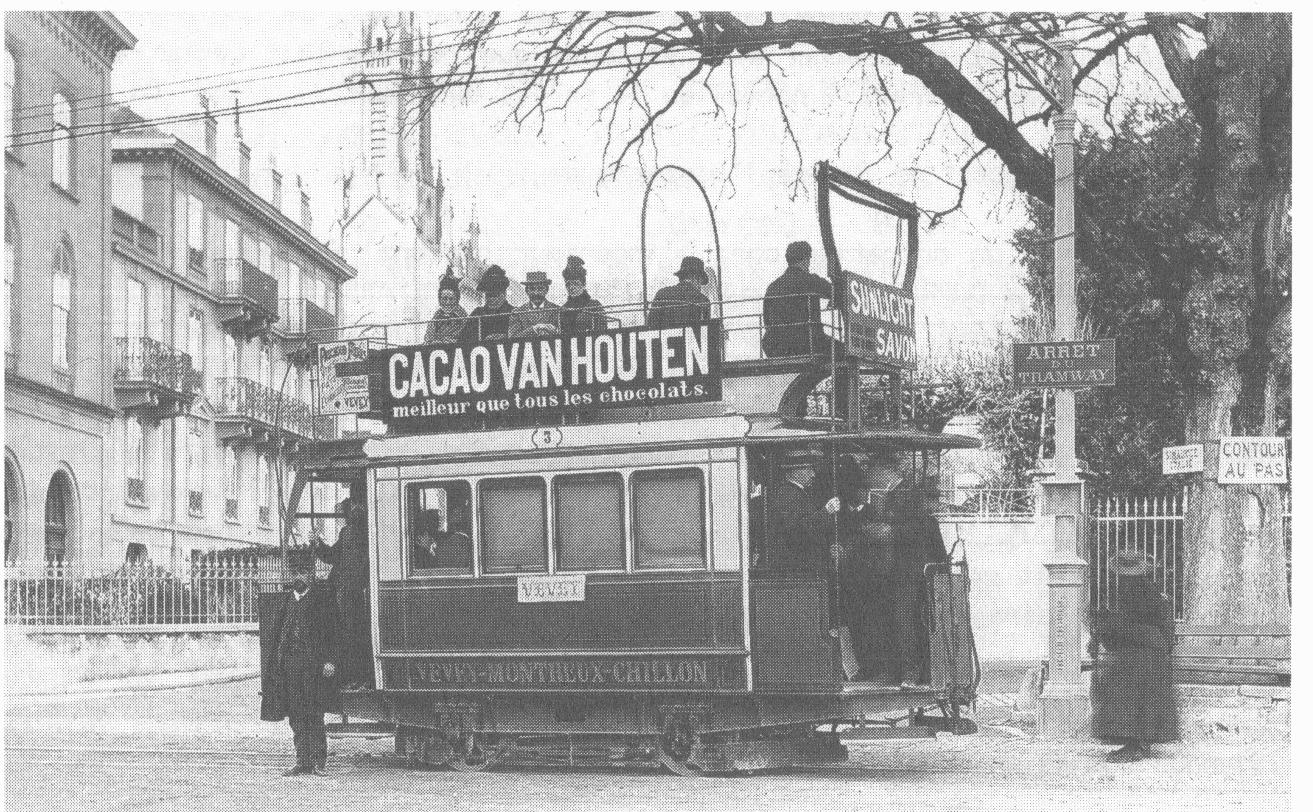
Un tramway de la ligne Vevey-Montreux-Chillon vers 1890, première ligne électrique de Suisse.

La construction de plusieurs autres lignes[Où ?] se poursuit jusqu’en 1882 avec l’apparition de la traction électrique. À cette époque[Quand ?], la compagnie qui gère les trams est la TS (la Compagnie générale des tramways suisses). La première ligne de tram électrique est créée entre Vevey et Territet, cependant les gens la trouvaient inesthétique à cause de la caténaire[réf. nécessaire]. En 1900, la TS n’existe plus, car c’est désormais la Compagnie genevoise des tramways électriques qui gère les voies « étroites » du canton. En 1911, le réseau s’étend de Chancy jusqu’à Douvaine. Après la Première Guerre mondiale, en raison d’un important déficit, alors que le trafic automobile est en plein essor, la CGTE doit supprimer plusieurs lignes. Le tram cède la place aux trolleybus et autobus.

## Impact économique et social du chemin de fer
La fin du XIXe siècle, en Suisse, est marquée par un développement industriel notable. Les chemins de fer connurent une avancée importante surtout entre 1900 et 1930. La Suisse était entrée tardivement dans le développement des chemins de fer, et gardera son retard pendant toute la fin du XIXe siècle (en 1850 la Suisse n’exploite que 25 kilomètres de voie ferrée alors que la Grande-Bretagne en exploite déjà 10 500 kilomètres). Cependant durant la deuxième partie du XIXe siècle la Suisse rattrape peu à peu son retard.
La construction de lignes ferroviaires engendre la prospérité des centres économiques, qui avaient déjà de l’avance grâce au réseau routier mis en place aux XVIIIe et XIXe siècles. Ceci pousse les communes rurales à obtenir une liaison ferroviaire, quitte à faire d’importants sacrifices financiers. C’est ainsi qu’en Suisse, à la fin du XIXe siècle, « les régions périphériques mal desservies par les chemins de fer subirent de multiples désavantages ; en peu de temps, l'écart démographique et économique avec les centres s'élargit considérablement. L'exode vers les agglomérations urbaines, parmi lesquelles Zurich se distinguait par le grand nombre des emplois offerts, pénalisa fortement des régions au réseau ferroviaire peu développé.

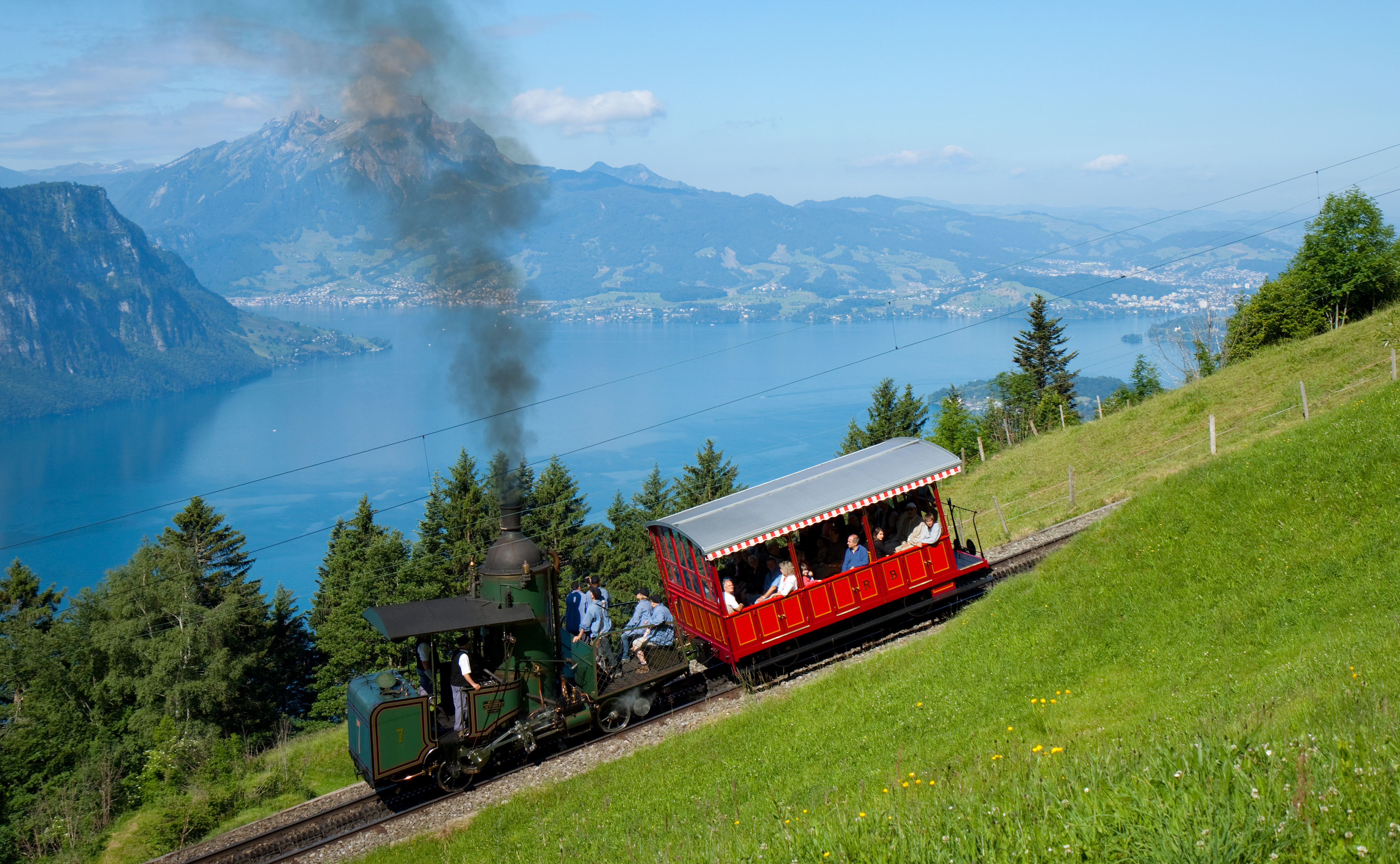
Vapeur et crémaillère au chemin de fer du Rigi

En parallèle aux chemins de fer de plaine, le chemin de fer de montagne connaît un véritable succès. Ce développement de voie ferrée en montagne est dû à l’invention de nouvelles technologies en matière d’adhérence, comme la crémaillère qui permet de gravir de fortes rampes. Il est aussi dû à l’augmentation du nombre de touristes séjournant en Suisse (le chemin de fer de la Jungfrau qui culmine à 3 454 m d’altitude, le plus haut d’Europe, ou celui du Rigi, sont deux exemples de chemin de fer touristique). Le chemin de fer met ainsi la haute montagne à la portée des touristes, évidemment des personnes de classe sociale aisée. Ces activités fondent le développement du tourisme de masse en montagne. Par la suite et paradoxalement du reste, cet attrait touristique pour la nature a été accompagné par une réelle urbanisation du milieu montagnard.
Cependant, au XXe siècle de plus en plus de gens deviennent contre l’idée des transports ferroviaires en montagne. En partie à cause de la grande indignation que montre un parti conservateur apparu dans les années 1880*. Mais seulement quelques sujets font vraiment la polémique, comme le projet de faire une voie ferroviaire qui reliera Zermatt au haut du Cervin. Ce projet fait une grande polémique, les intellectuels de droite ou les artistes aux valeurs conservatrices feront pression, avec des moyens comme des pétitions lancées dans toute la Suisse ainsi que des accusations portées aux promoteurs du projet les accusant de vouloir défigurer le symbole de la Suisse, de compromettre l’identité suisse (la montagne) tout cela au profit des riches et des touristes. C’est ainsi que ces partis conservateurs réussiront à empêcher une dégradation d’un emblème qui reste nationale : le Cervin. La droite se sert d’un autre argument contre le développement des chemins de fer. En effet, le nombre d’immigrés italiens présents en Suisse entre 1888 et 1910 a presque quintuplé (de 1,4 % en 1888 à 5,4 % en 1910) ceci est très fortement dû à la construction du tunnel du Gothard. Il faut aussi souligner l’opinion des médecins du XIXe siècle par rapport à l’impact que les chemins de fer causaient sur la santé du peuple.[style à revoir]
Plus globalement, le chemin de fer accompagne et favorise la transformation de la Suisse, pays rural et enclavé qui devient un centre industriel et économique de premier plan : « Avec des infrastructures de plus en plus colossales, le chemin de fer fut, entre 1850 et 1950, un facteur essentiel des profondes mutations économiques et sociales accompagnant l'industrialisation. Il créa le marché intérieur suisse et procura des accès au marché européen. »

## Situation actuelle

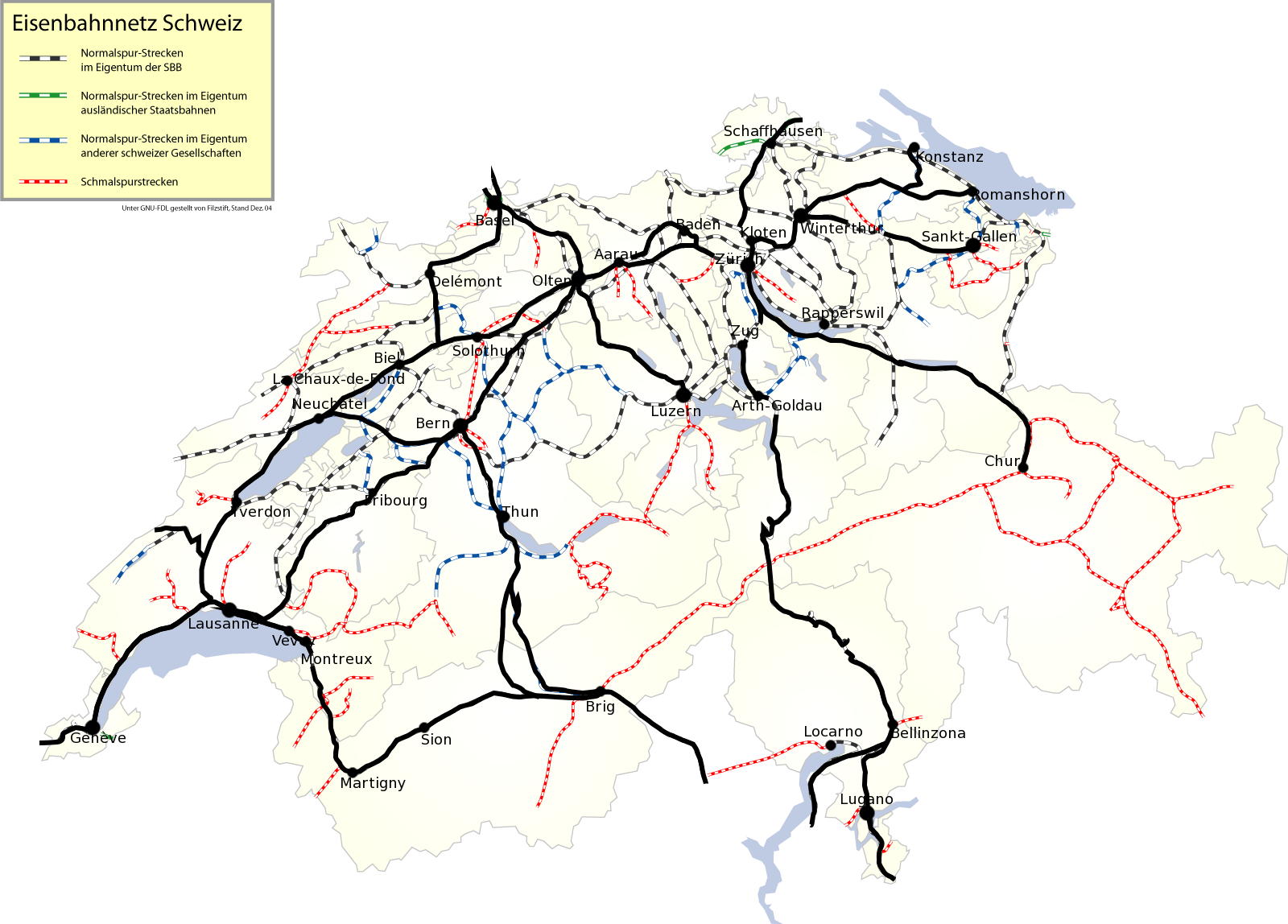
Le réseau ferré de 2008 en Suisse, en noir les lignes principales, en rouge les lignes à voie étroite.

Depuis l’étatisation des compagnies privées de chemins de fer, les CFF sont toujours au service du transport ferroviaire suisse.
Dans les années 1970 ils ont connu une période de régression avec 216 millions de voyageurs en 1980 contre 231 en 1970.
Le réseau est soumis depuis le 12 décembre 1982 à l'horaire cadencé.
En 1987 la Suisse a engagé le projet Rail 2000.
Les CFF possèdent un budget très élevé pour l’exploitation, l’infrastructure et la maintenance : 1,4 milliard de francs. Cette somme est nécessaire pour financer le réseau en 2009 :
- 3 011 kilomètres de réseau ferroviaire, dont 1 751 kilomètres à voies multiples.
- 7 400 kilomètres de lignes de contact.
- 804 gares.
- 727 postes d’enclenchement commandant 13 642 aiguillages et 31 231 signaux.
- 307 tunnels d’une longueur totale de 259 kilomètres.
- 5 873 ponts d’une longueur totale de 87 kilomètres.
- 10 usines électriques et convertisseurs de fréquence pour la production du courant de traction.
- Plus de 3 000 kilomètres de lignes de transport »[30].